# Divljina
Izvorni odnosno netaknuti oblik prirode, uglavnom veće prirodno područje u kojem je čovjek tek povremeni i nestalni prolaznik.
Divljina je odlika slabije naseljenih krajeva. Primjerice, potpuno je iščezla iz Međimurja gdje je velika gustoća naseljenosti, a ponovno je zavladala nekim područjima Hrvatske koji su bili pod ratnom okupacijom nakon koje je izostao povratak ljudi na svoja zemljišta.
U Hrvatskoj je tijekom 2006. godine pokrenuta ideja osnivanja pokreta za zaštitu divljine, i to tijekom simpozija "Moderna percepcija prirode i divljine" što se 13. svibnja 2006. održao u Čakovcu.
Općom tematikom divljine u Hrvatskoj zasad se bavi tek nekolicina autora i stručnjaka: Goran Šafarek, Davor Rostuhar, Siniša Golub, Krunoslav Rac i dr. Ovi autori svoje članke i reportaže mahom objavljuju u specijaliziranim časopisima.
Jedan od začetnika zaštite divljine bio je američki prirodoslovac Aldo Leopold, a njegov rad nastavlja veliki niz priznatih prirodoslovaca, ali i književnika koji u svojem spisateljskom radu obrađuju teme divljine. Tema je, inače, uvelike zastupljena u onim zemljama koje su uništile svoju izvornu divljinu, a manje u državama koje još imaju taj vrijedni duhovni i materijalni resurs.
IUCN označava divljinu kao 1b kategoriju prema klasifikaciji zaštićenih područja. U Hrvatskoj nema zaštićenog područja koje bi bilo definirano kao divljina, iako na prostoru države postoje područja koja su divljina po različitim kriterijima i definicijama.
Američki Wilderness Act iz 1964. godine definira divljinu kao "područje u kojem su Zemlja i njene životne zajednice neometane, gdje je čovjek tek prolaznik koji ne ostaje".